# Winsor McCay Award
Der Winsor McCay Award ist ein Preis, der jährlich an Menschen vergeben wird, die sich durch exzellente Leistungen im Bereich der Animation ausgezeichnet haben.                                                                                                                                                                                                                                                                            
Die Auszeichnung ist ein Teil der Annie Awards, die von der Abteilung der Association internationale du film d’animation (Asifa) in Hollywood verliehen werden. Für die Auszeichnung ist eine Zweidrittelmehrheit des Asifa-Direktoriums nötig. Geeignete Vorschläge können eingereicht werden, aber das Direktorium kann auch Personen auszeichnen, die nicht vorgeschlagen wurden.
Die Auszeichnung geht auf die Idee von Jude Foray zurück, sie organisierte 1972 die erste Preisverleihung. Seit 1974 ist der Preis nach dem Animationspionier Winsor McCay benannt.

## Preisträger
| Nr. | Jahr    | Preisträger |
| --- | ------- | --- |
| 1   | 1972    | Max Fleischer und Dave Fleischer                                                                               |
| 2   | 1973    | Walter Lantz                                                                                                   |
| 3   | 1974    | Tex Avery, Friz Freleng, Chuck Jones, Art Babbitt und Winsor McCay                                             |
| 4   | 1975    | Walt Disney, John Hubley, Faith Hubley und Norman McLaren                                                      |
| 5   | 1976    | Robert Cannon, Hugh Harman, Rudolph Ising, Mike Maltese, George Pal und Ward Kimball                           |
| 6   | 1977    | Bill Hanna, Joe Barbera, Mel Blanc, Oskar Fischinger und Bill Scott, Milt Kahl                                 |
| 7   | 1978    | Jay Ward, Ub Iwerks, Dick Huemer, Carl Stalling und Hans Conried                                               |
| 8   | 1979    | Clyde Geronimi, Bill Melendez, Mae Questel und Otto Messmer                                                    |
| 9   | 1980    | Ollie Johnston, Frank Thomas, Cal Howard, Paul Julian und Laverne Harding                                      |
| 10  | 1981    | T. Hee, Bill Peet, Bill Tytla, John Whitney, Ken Harris                                                        |
| 11  | 1982    | Ken Anderson, Bruno Bozzetto, June Foray, Don Graham und Marc Davis                                            |
| 12  | 1983    | Eric Larson, Fred Moore, Clarence Nash, Wolfgang Reitherman, Leo Salkin, Stephen Bosustow und Wilfred Jackson  |
| 13  | 1984    | Daws Butler, David Hand, Jack Kinney, Michael Lah, Robert McKimson, Richard Williams und Hamilton Luske        |
| 14  | 1985    | Robert Abel, Preston Blair, Joe Grant, John Halas, Sterling Holloway, Jim McDonald, Phil Monroe und Ben Washam |
| 15  | 1986    | Frederic Back, Shamus Culhane, William T. Hurtz, Irven Spence, Emery Hawkins und John Lounsbery                |
| 16  | 1987    | Paul Driessen, Jack Hannah, Bill Littlejohn, Maurice Noble und Ken O’Connor                                    |
| 17  | 1988    | Ralph Bakshi, Bob Clampett, Tissa David, Kihachirō Kawamoto und Virgil Ross                                    |
| 18  | 1989–90 | Art Clokey, Hicks Lokey, Don Messick, Osamu Tezuka und Lester Novros                                           |
| 19  | 1991    | Ray Harryhausen, Herbert Klynn, Bob Kurtz, Yuri Norstein und Joe Siracusa, Ruth Kissane                        |
| 20  | 1992    | Les Clark, Stan Freberg und David Hilberman                                                                    |
| 21  | 1993    | George Dunning, Roy E. Disney und Jack Zander                                                                  |
| 22  | 1994    | Ed Benedict, Arthur Davis und Jean Vander Pyl                                                                  |
| 23  | 1995    | Jules Engel, Vance Gerry und Dan McLaughlin                                                                    |
| 24  | 1996    | Mary Blair, Burny Mattinson und Iwao Takamoto                                                                  |
| 25  | 1997    | Willis O’Brien, Myron Waldman und Paul Winchell                                                                |
| 26  | 1998    | Eyvind Earle, Hayao Miyazaki und Ernest Pintoff                                                                |
| 27  | 1999    | Ray Patterson, Marcell Jankovics und Con Pederson                                                              |
| 28  | 2000    | Norman McCabe, Hoyt Curtin und Lucille Bliss                                                                   |
| 29  | 2001    | Bill Justice, Pete Alvarado und Bob Givens                                                                     |
| 30  | 2002    | Gene Hazelton, Floyd Norman und Sherman Brothers                                                               |
| 31  | 2003    | Gene Deitch, John Hench und Thurl Ravenscroft                                                                  |
| 32  | 2004    | Don Bluth, Virginia Davis und Arnold Stang                                                                     |
| 33  | 2005    | Corny Cole, Fred Crippen und Tyrus Wong                                                                        |
| 34  | 2006    | Andreas Deja, Genndy Tartakovsky und Bill Plympton                                                             |
| 35  | 2007    | John Canemaker, Glen Keane und John Kricfalusi                                                                 |
| 36  | 2008    | Mike Judge, John Lasseter und Nick Park                                                                        |
| 37  | 2009    | Tim Burton, Jeffrey Katzenberg und Bruce Timm                                                                  |
| 38  | 2010    | Brad Bird, Eric Goldberg und Matt Groening                                                                     |
| 39  | 2011    | Walt Peregoy, Børge Ring und Ronald Searle                                                                     |
| 40  | 2012    | Terry Gilliam, Oscar Grillo und Mark Henn                                                                      |
| 41  | 2013    | Katsuhiro Otomo, Steven Spielberg und Phil Tippett                                                             |
| 42  | 2014    | Didier Brunner, Don Lusk und Lee Mendelson                                                                     |
| 43  | 2015    | Joe Ranft, Phil Roman und Isao Takahata                                                                        |
| 44  | 2016    | Dale Baer, Caroline Leaf und Mamoru Oshii                                                                      |
| 45  | 2017    | James Baxter, Stephen Hillenburg, Wendy Tilby und Amanda Forbis                                                |
| 46  | 2018    | Ralph Eggleston, Andrea Romano und Frank Braxton                                                               |
| 47  | 2019    | Satoshi Kon, Henry Selick, Ron Clements und John Musker                                                        |
| 48  | 2020    | Willie Ito, Sue Nichols und Bruce Smith                                                                        |
| 49  | 2021    | Ruben A. Aquino, Lillian Schwartz und Toshio Suzuki                                                            |
| 50  | 2022    | Pete Docter, Evelyn Lambart und Craig McCracken                                                                |
| 51  | 2023    | Lotte Reiniger, Joe Hisaishi und Marcy Page                                                                    |
| 52  | 2024    | Aaron Blaise, Eunice Macaulay und Normand Roger                                                                |